# ソープ・マクタビッシュ
ジョン・「ソープ」・マクタヴィッシュ(John "Soap" MacTavish) はコール オブ デューティー(Call of Duty、CoD)のモダン・ウォーフェア(Modern Warfare、MW)シリーズに登場する架空の主要キャラクター。2007年のビデオゲーム『コール オブ デューティ4 モダン・ウォーフェア(以下、CoD4と記述)』で第22特殊空挺部隊(SAS)連隊に所属する狙撃手兼解体のスペシャリストとしてソープは初めて登場し、プレイヤーは主に彼を操作することになる。CoD4単独の販売本数は2009年5月時点で1300万本を超えている。
彼は後に2009年11月に発売された続編『コール オブ デューティ モダン・ウォーフェア2(以下、MW2と記述)』にも登場し、最後の3ミッションではメインキャクターとして操作することになる。ソープがオリジナルシリーズで最後に登場したのは2011年11月に発売された『コール オブ デューティ モダン・ウォーフェア3(以下、MW3と記述)』である。CoD4で軍曹だったジョン・「ソープ」・マクタビッシュはMW2とMW3では大尉に昇進しており、タスクフォース141の野戦指揮官をモダン・ウォーフェアシリーズ三部作全てにソープと共に登場するジョン・プライス大尉と共に務めている。

2019年に発売されたリブート版『コール オブ デューティ モダン・ウォーフェア(以下、MW2019と記述)』のエピローグにて名前のみ登場し、続編の『コール オブ デューティ モダン・ウォーフェアII(以下、MWIIと記述)』『コール オブ デューティ モダン・ウォーフェアIII(以下、MWIIIと記述)』(以下、「リブート」「リブートシリーズ」と記述)でプレイヤーは主に彼を操作することになる。CoD4からMW3 (以下、「オリジナル」「オリジナルシリーズ」と記述)のように昇進することなく最初から最後まで軍曹として登場する。
マクタビッシュがノンプレイヤーキャラクター(NPC)として主に登場するオリジナルシリーズのMW2、MW3ではスコットランドの俳優ケヴィン・マクキッド がソープの声を担当し、日本語吹き替え版の声優は岡林史泰が務めている。
操作キャラクターとして主に登場するリブートシリーズのMWII、MWIIIでは俳優ニール・エリスがソープの声を担当し、日本語吹き替え版の声優は木内太郎 が務めている。

## 概要
ジョン・「ソープ」・マクタビッシュはCoD4のストーリーで重要な役割を担っており、SASの一員として、詳しく言えばプライス大尉のブラボーチームのメンバーとして超国家主義者との戦いの最前線に身を投じることになる。 CoD4ではプレイヤーはソープの視点でストーリーを進めることになるが、特定のミッションでは別のキャラクターで操作することになる。 ソープは2003年の映画『ティアーズ・オブ・ザ・サン』の登場人物「レイク(Lake)」に因んでモデル化されたと見られる
続編ではマクタビッシュはプレイヤーの傍で戦うNPCとして登場するが、MW2の最後の3ミッションはプレイヤーはマクタビッシュを操作することになる。MWシリーズ最終作のMW3ではマクタビッシュは最初のミッションのみプレイヤーとなり、その後残りのMW3のミッションではNPCに復帰する。
後に、MW3でマクタビッシュはMW2とMW3の主要な敵であるウラジミール・マカロフ(Vladimir Makarov)の暗殺ミッション中に起きた爆発で大量出血し戦死した。
『コール オブ デューティ ゴースト』の開発者は外見をソープとしてプレイできるようになるDLC(ダウンロードコンテンツ)「ソープ・レジェンドパック」を2014年4月に発売した。

## 登場

### コール オブ デューティー 4 モダン・ウォーフェア
ソープはヘレフォードに拠点を置く第22SAS連隊に選ばれた後のオープニングのミッションから登場する。
彼は仲間の隊員と彼の新たな指揮官のプライス大尉に紹介され、キリング・ハウス(演習施設)で訓練演習を行った後、ベーリング海峡を航行する貨物船に侵入し、積載されている核兵器を回収するミッションに取り組んだ。彼が所属する部隊は中東の某国で類似の核兵器を起爆した実行犯のカレド・アル=アサド(Khaled Al-Assad)の拘束と殺害及びアル=アサドに核兵器を供給したイムラン・ザカエフ(Imran Zakhaev)殺害の任務を賜った。ソープはブラボーチームの一員としてアメリカ海兵隊武力偵察部隊と協力しザカエフがアメリカの海岸に向けて発射した核ミサイルを無力化し、ザカエフを殺害した。
 ロシアの政権支持派による陽動でソープがプライスのM1911ピストルでザカエフと他の2人の兵士を殺害するための時間が稼げたことで、ソープとプライスは辛うじて他の部隊員のように敵の凶弾に倒れることは避けられた。

### コール オブ デューティー モダン・ウォーフェア2
ソープはMW2ではタスクフォース141の大尉として登場する。
ザカエフの元副官であるウラジミール・マカロフを殺す任務「キングフィッシュ作戦(Operation Kingfish)」で撤退時に負傷したソープを逃がすために殿になったプライスが拘束され、ロシア東部の収容所に連行された後に昇進した。 
彼はミッション「クリフハンガー」でプレイヤーのキャラクターであるゲイリー・「ローチ」・サンダーソン(Gary "Roach" Sanderson)をアシストするNPCとして登場する。以降のローチを操作するミッションでは、マクタビッシュと彼の部隊は武器ディーラーのアレハンドロ・ロハス(Alejandro Rojas)の右腕の男を拘束し、彼を尋問した。その後ロハスの拘束も成功し、それにより得た情報でマカロフが最も憎む男プライス大尉の救出につながった。
 終盤で彼とプライスは彼らの司令官であるシェパード(Shepherd)将軍が彼らを裏切ったと知り、チームメンバー(ゴースト(Ghost)とローチ)に警告したが間に合わず彼らはシェパードに殺された。彼らはシェパードの大規模な民間軍事契約部隊「シャドウカンパニー」の大隊と戦った後、ソープはシェパードをコンバットナイフで殺そうとするが、シェパードの反撃で胸にナイフを突き刺された。その後シェパードがプライスとの殴り合いの決闘に気を取られている隙に、ソープは残された力を振り絞り胸に刺さったナイフを抜き、それをシェパードに向かって投げつけたところ彼の目に突き刺さりシェパードは即死した。
プライスはソープに応急処置をし、友人のニコライが操縦するヘリが回収地点付近に着陸し、彼らを乗せた後安全な場所(MW3の舞台となる)へと連れて行った。

### コール オブ デューティー モダン・ウォーフェア3
ホテル・ブラボー基地から回収された数時間後、タスクフォース141は非承認部隊にされ瀕死のソープはインドにあるロシアの政権支持派の隠れ家に移送された。
現地で政権支持派の医師の治療を受けたが、その最中に後始末をつけにきたマカロフの部下と戦闘になった。政権支持派のユーリが加入したブラボーチームは彼らを殺そうとするマカロフに忠実なロシアの超国家主義者による執拗な攻撃から逃れる中で、ロシアは東海岸で総力戦を展開していた。
しばらくして、プライスは141の元隊員でキングフィッシュ作戦で協力したサンドマン(Sandman)に電話をし、マカロフの居場所につながるヴォルク(Volk)の拘束を求め、また同じくプライスの元上官でMW3の出来事の20年前(CoD4の時点では15年前)に未遂に終わったイムラン・ザカエフの暗殺任務をプライスと共に取り組んだSASの司令官マクミランにも情報を求めて電話をかけた。多くの情報源から情報を取得し、政権支持派のカマロフ(Kamarov)の助けも得た部隊は戒厳令が布告されているチェコのプラハでマカロフが彼の組織の他の高官との会合に参加する予定であることを突き止めた。しかし、マカロフはタスクフォース141がプラハにいることに気づき、ユーリにここに来るべきではなかったと伝えた後、ソープとユーリを殺そうとして爆弾を起爆させた。ソープはギリギリでユーリを窓から押し出して彼の命を救い、その後非常に高い所から地上へ落下した。この時にソープの以前のナイフの傷が再び開いた。脱出を試みている間に、ソープはプライスにマカロフはユーリを知っていたと知らせた後出血多量で死亡した。
後にプライスがマクミランに電話をかけマカロフの居場所を見つける手助けをしてくれるよう頼んだ時にソープが死んだと彼に伝えている。彼はMW3最終ミッションの開始時にも言及されており、プライスがユーリと共にマカロフの潜伏先に乗り付けた車の中でEDOアーマーを装着した後、「ソープの礼だ」と言い多数の敵がいる車外に出た。

### コール オブ デューティ モダン・ウォーフェア
名前のみ登場。バルコフの件が終わった後、プライスは自ら結成するタスクフォース141のメンバーにSASのスナイパーとして活躍しているソープを検討対象の一人に挙げた。CIAのラズウェルはプライスに「ソープ」の由来について問うと「機密だ」と答えられている。
Warzoneのシーズン７のシネマティックムービーで音声のみで登場し、アル・アサド率いるアル・カターラのヴェルンダンスク侵攻に介入するプライスと合流する。

### コール オブ デューティ モダン・ウォーフェアII
プレイアブルキャラクターとして登場。ほぼ全てのミッションに登場し、基本的にゴーストと行動を共にする。途中PMCに裏切られ腕を負傷しているが次のミッション（4時間後）では完治している。愛称は「ジョニー」。コールサインはbravo7ｰ1

### コール オブ デューティ モダン・ウォーフェアIII
前作に引き続きプレイアブルキャラクターとして登場。基本的にプライス、ギャズ、ゴーストと行動を共にしている。かつてマカロフを殺そうとしたが、プライスに止められており、その判断を悔やんでいる。キャンペーンのラストミッション『カウントダウン』にて、爆弾解除中にマカロフ率いるコンニグループに銃撃を受け負傷。プライスに銃を突きつけ、殺害しようとするマカロフに反撃するが、マカロフに頭を撃ち抜かれてしまい、死亡する。 ミッション終了後のエンディングにてプライス、ギャズ、ゴーストがソープを散骨する様子がある。コールサインは前作と同じくbravo7ｰ1

## 他の登場
このキャラクターの人気により、Xbox 360のユーザーアバターが発売され、プレイヤーはアバターをジョン・「ソープ」・マクタビッシュにすることができた 。コールオブデューティーのプライス大尉と同様に、Machinimaは彼らのコールオブデューティーとHaloのクロスオーバーシリーズの一環として「マクタビッシュ大尉がHalo 3をプレイ(Captain MacTavish Plays Halo 3)」と題した動画をYouTubeに投稿した。マルチプレイヤーキャラクターとしてソープでプレイできるようになるコール オブ デューティー ゴーストのDLC「ソープ・レジェントパック」が2014年4月22日に発売された
11月22日に公開されたiOSとWindows Phone向けの携帯アプリ「Call of Duty: Heroes」ではプレイヤーが一度アンロックすれば操作できるキャラクターとしてソープが登場する。このアプリはApp Storeでの平均評価が星4.5と現在の所高い評価を受けている

## 評価
このキャラクターはコールオブデューティーシリーズの多くのファンから高い評価を受けている。2011年ギネス世界記録・ゲーマーズエディションの1万3000人以上のゲーマーが参加したオンライン投票 で、ソープは架空のゲームキャラクター50のリストの中で12位に選ばれた。
Cod4とMW2は最も受け入れられ、最高の評価を得た作品であり、平均スコアは94%である。商業的な視点では、ソープが登場するMWシリーズ3部作の合計販売数は6490万本を超えている